# Renzo Ravenna
Renzo Ravenna (Ferrara, 20 agosto 1893 – Ferrara, 29 ottobre 1961) è stato un avvocato e politico italiano. Apparteneva a un'importante famiglia ebraica ferrarese e fu, con Enrico Paolo Salem a Trieste, uno dei due soli podestà fascisti di origini ebraiche in Italia prima dell'introduzione delle leggi razziali.
Fu interventista e volontario durante la prima guerra mondiale e amico di Italo Balbo; questo lo fece prima avvicinare e poi iscrivere al Partito Nazionale Fascista, sino a venir nominato podestà. Si dedicò all'amministrazione della città con particolare attenzione per la situazione economica, la ricostruzione urbanistica e le iniziative culturali. Dopo le sue dimissioni, dovute alla istituzione delle leggi antiebraiche (1938) e con la morte di Balbo (1940), si allontanò definitivamente dal fascismo: la persecuzione con la sua famiglia da parte del regime, la fuga in Svizzera e il successivo ritorno a Ferrara, a guerra finita, ne chiusero definitivamente l'esperienza politica. La sua figura di personalità ebraica ricoprente cariche legate al fascismo lo rende oggetto, ancora oggi, di indagine da parte di storici e appartenenti al mondo culturale e politico.

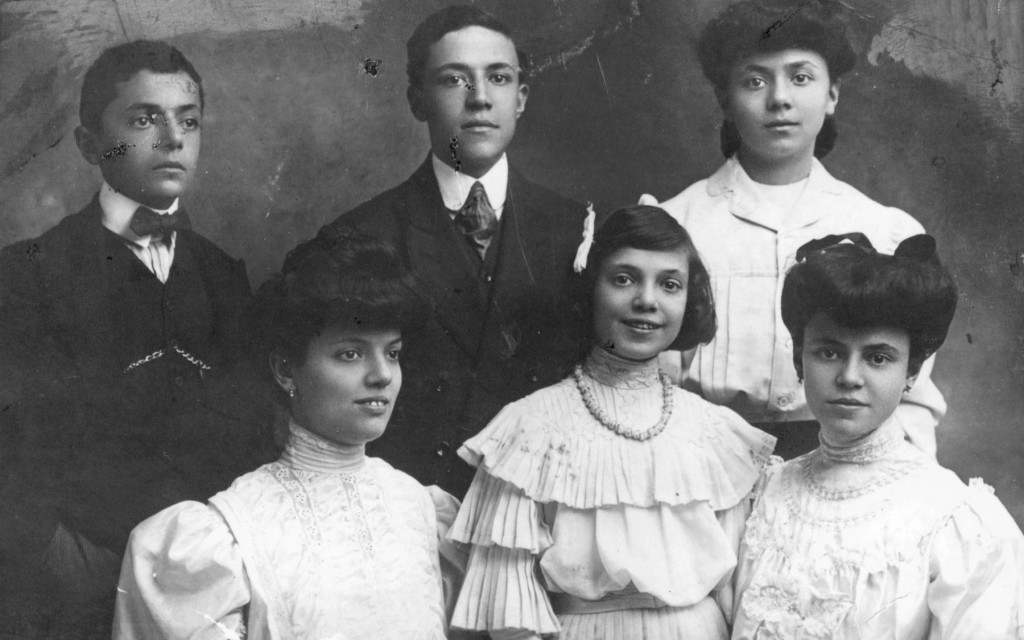
I sei fratelli Ravenna nel 1908. In piedi, dietro, da sinistra: Renzo (1893 - 1961), Gino (1889 - Auschwitz 1944), Alba (1891 - Auschwitz 1944); in primo piano: Margherita (1885 - Auschwitz 1944), Lina (1896 - 1970) e Bianca (1886 - 1944).

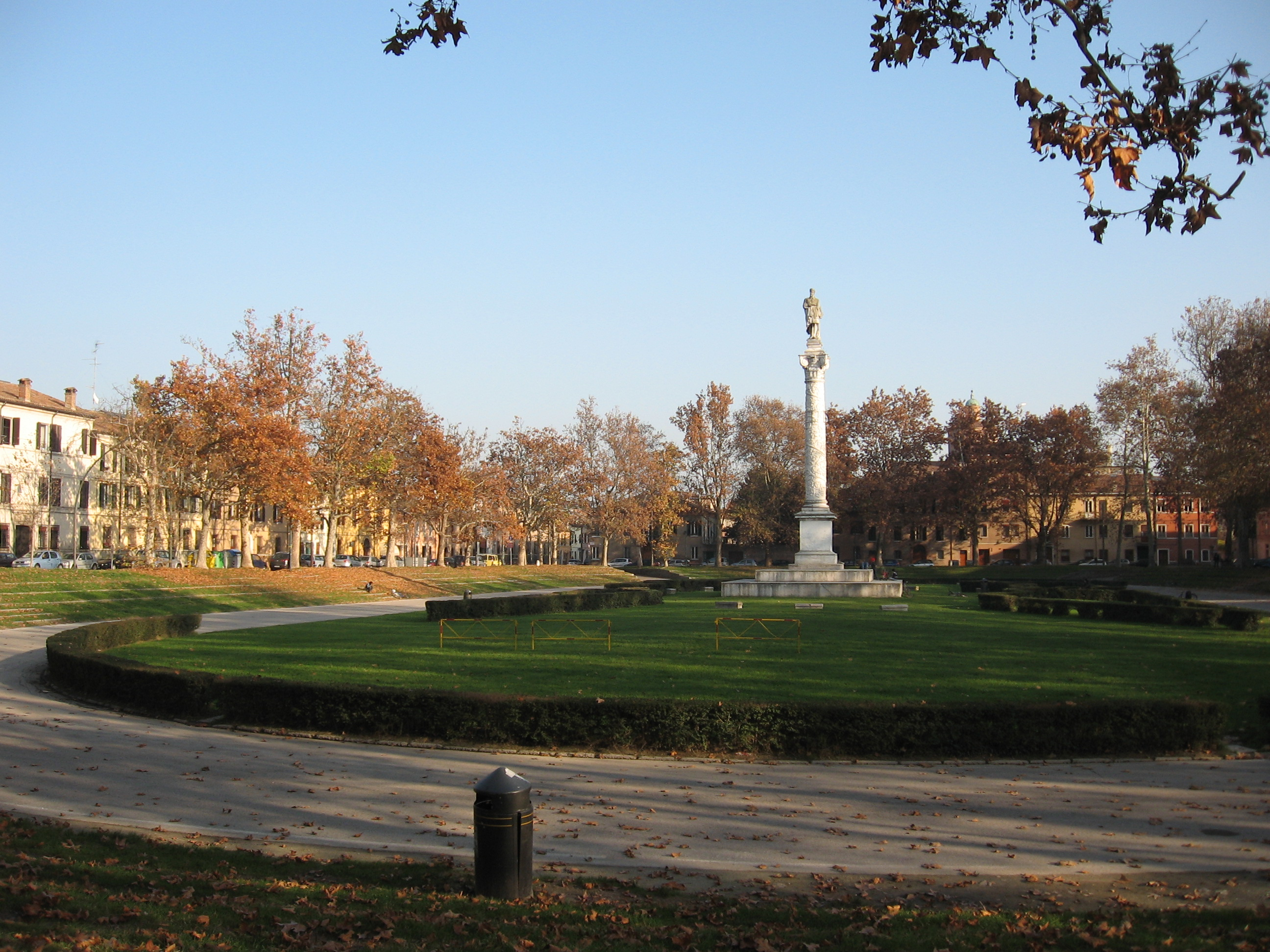
Piazza Ariostea, a Ferrara. Qui, in una casa in corso Porta Mare di fronte alla piazza, nel 1898, si trasferì la famiglia Ravenna, dopo che da generazioni era vissuta in via Vittoria, nel ghetto.

## Biografia

### Primi anni, Grande Guerra, inizio carriera forense e matrimonio
Figlio di Tullio Ravenna ed Eugenia Pardo, quinto di sei fratelli, Renzo fu nipote di Isaia Ravenna, primo docente ebreo nel Regio Liceo Ginnasio "L. Ariosto" di Ferrara. Per scelta dei genitori non frequentò scuole elementari israelite ma scuole pubbliche italiane.
Per il giovane Renzo l'incontro con Italo Balbo nella Palestra Ferrara, presso la quale entrambi furono inseriti nella squadra allievi, si rivelò determinante per tutta la sua vita.
Nel 1912 si arruolò volontario nel Regio Esercito e nel 1913 si iscrisse alla Facoltà di Giurisprudenza dell'Università degli Studi di Ferrara. Ravenna fu, nel settembre 1914, tra le 25 personalità ferraresi a fondare un gruppo interventista e allo scoppio del conflitto, nel 1915, fu richiamato alle armi e mandato in guerra, prima nella zona di Vicenza e in seguito in Albania. Si congedò definitivamente col grado di capitano nel 1919, e nello stesso anno si laureò in giurisprudenza. Iniziò quindi a esercitare la professione di avvocato, inizialmente in un affermato studio cittadino e in seguito in uno proprio. Nello stesso tempo cominciò a ricevere incarichi nella Pubblica amministrazione della giustizia. Nel 1921 Ravenna sposò Lucia Modena.

### Adesione al fascismo e inizio carriera politica

#### Situazione a Ferrara e rapporti con Italo Balbo

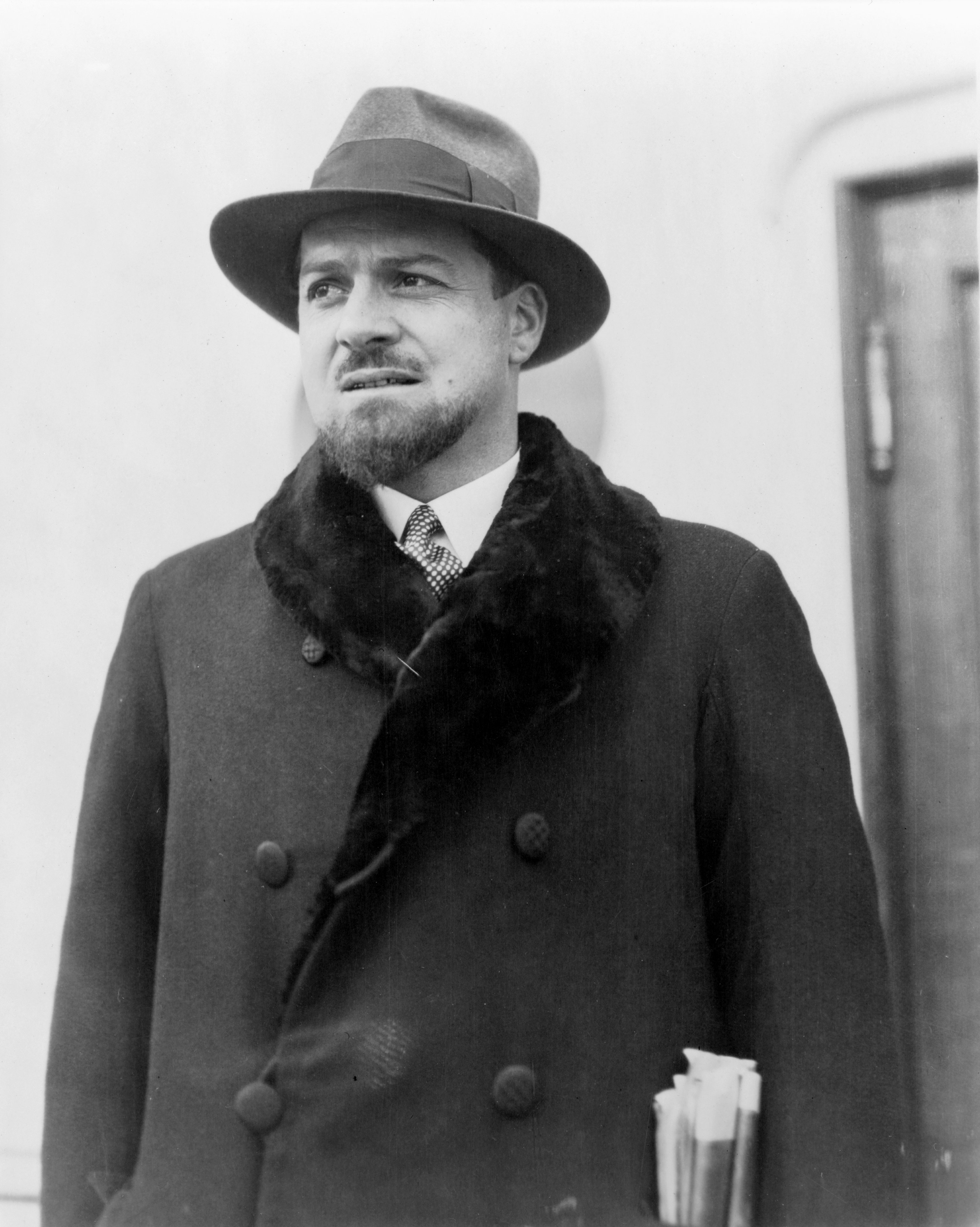
Italo Balbo

A Ferrara lo squadrismo, sostenuto dai grandi proprietari terrieri che volevano in tal modo contenere le richieste operaie e sindacali socialiste, sfociò in vari episodi di violenza, quale ad esempio il delitto Minzoni. Dopo i primi anni violenti Italo Balbo cercò personalità fidate grazie alle quali modificare la sua immagine pubblica; tra queste vi furono Ravenna, il giornalista Nello Quilici e Umberto Klinger, per vari anni federale cittadino. Si rafforzò il legame tra fascismo e borghesia locale, anche con la componente ebraica, e in seguito, a tale scopo, vennero valorizzati gli aspetti culturali ispirati alla storia estense di Ferrara. Sulle pagine culturali del Corriere Padano, diretto da Quilici, scrissero personalità ferraresi che successivamente presero le distanze dal fascismo; tra questi Giorgio Bassani, Michelangelo Antonioni e Lanfranco Caretti. Bassani, in seguito, attorno al 1941, entrò in un gruppo antifascista e venne incarcerato.

#### Ravenna fascista

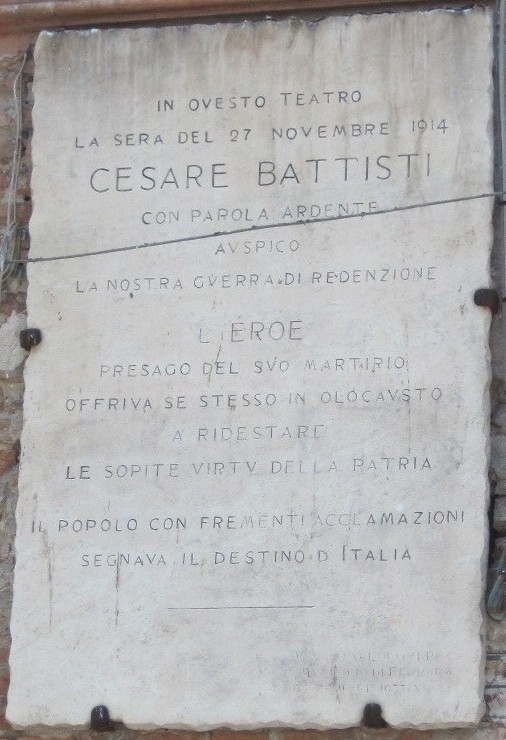
Epigrafe a ricordo del discorso di Cesare Battisti a Ferrara, il 27 novembre 1914. A invitare l'irredentista trentino fu l'allora ventunenne Renzo Ravenna, futuro podestà della città.

Ravenna si avvicinò al fascismo inizialmente attratto dalle idee nazionaliste e irredentiste, come avvenne del resto per vari esponenti della borghesia ebraica, e influì molto, in questa fase, l'antica amicizia e stima per Balbo, malgrado l'evidente diversità tra i due. Con Balbo e Panunzio fondò in città un gruppo di azione rivoluzionaria ed entrò a far parte, nel 1922, di una piccola cerchia di stretti collaboratori del gerarca, venne candidato alle locali elezioni amministrative alla fine di quello stesso anno, in un clima di forte contrasto politico e violenze, e divenne assessore. Continuò intanto a esercitare la sua professione di avvocato, pur dedicandovi sempre meno tempo. Nel 1923 il suo assessorato fu direttamente coinvolto nelle prime fasi dell'intervento urbanistico in città, in particolare con i restauri del Castello Estense e del palazzo del Comune. In quell'occasione contribuì alla decisione di riedificare la torre caduta nel 1570 all'inizio dello sciame sismico che colpì la città sino al 1574, partecipando anche con una donazione.
In seguito la sua estraneità agli atti di squadrismo che contraddistinsero l'affermazione del fascismo a Ferrara, la sua posizione laica e la stima professionale della quale godeva spinsero Balbo a proporlo come capo del fascismo ferrarese, con un invito formale a iscriversi al Partito Nazionale Fascista (PNF), nel 1924. Ravenna iniziò quindi a dirigere la Segreteria Federale Ferrarese del PNF per poi seguire Balbo a Roma, quando questi venne nominato sottosegretario all'Economia Nazionale. Questa esperienza, comunque, fu di breve durata, anche per motivi di carattere personale. Verso la fine del 1926, con l'entrata in vigore delle leggi fascistissime, venne nominato commissario straordinario alla guida del Comune di Ferrara. Tali disposizioni, in particolare la legge n. 237/1926, sostituirono con autorità di nomina governativa tutte le amministrazioni comunali e provinciali sino ad allora elettive.

### Podestà di Ferrara

#### Amministratore della città

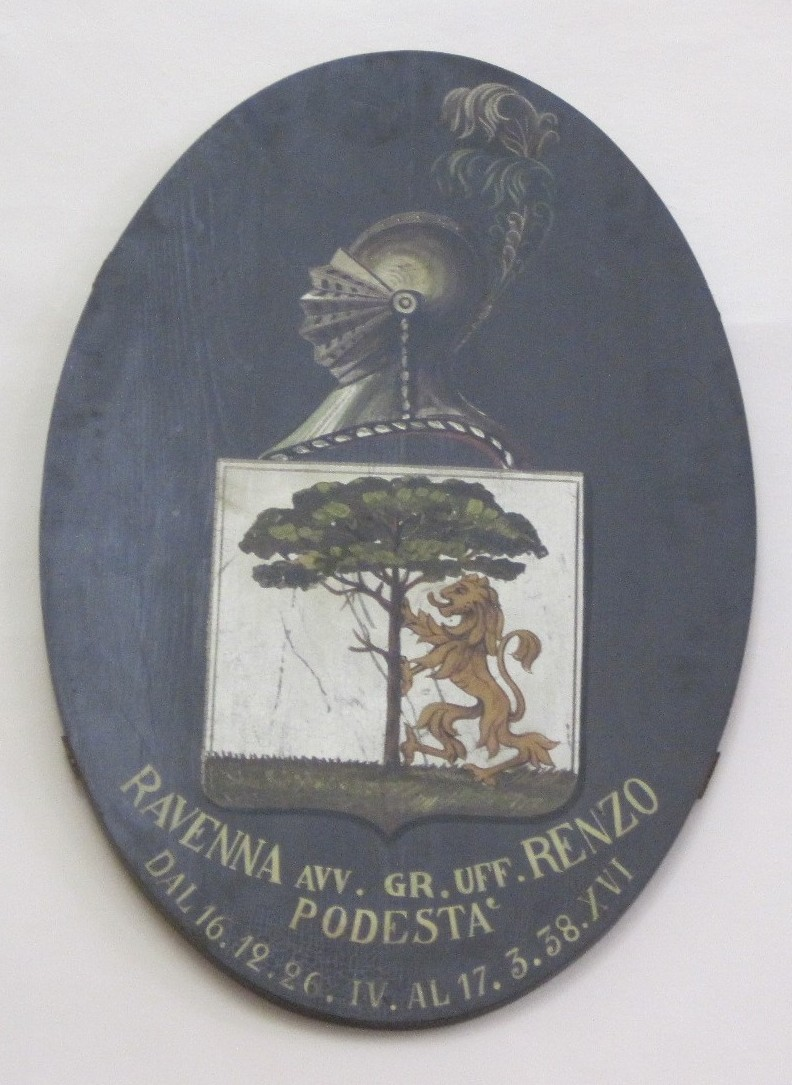
Stemma del podestà Renzo Ravenna, Comune di Ferrara

Renzo Ravenna venne nominato Podestà di Ferrara il 16 dicembre 1926 con Regio decreto e ricevette un telegramma di felicitazioni augurali dall'amico Italo Balbo che si era impegnato in prima persona per tale risultato. Iniziò così la sua attività di primo amministratore della città e, in tale ruolo, dimostrò di possedere, oltre all'onestà personale, le capacità richieste dall'importante funzione nel pieno rispetto delle direttive fasciste.

#### Inizio attività come podestà
Uno dei suoi primi e significativi atti politici fu quello di confermare nei loro ruoli diversi validi tecnici dell'amministrazione precedente, anche se noti antifascisti; in particolare, tra gli altri, Girolamo Savonuzzi e Arturo Torboli, che vennero poi uccisi nel 1943, come in seguito riportato. I problemi che da subito si trovò ad affrontare riguardarono principalmente la situazione delle finanze del Comune, la disoccupazione diffusa e l'indigenza di molti suoi concittadini. Ricevette infatti, per tutto il suo mandato, numerose richieste di aiuti, alle quali rispose sempre.
Non di rado poi intervenne non solo come amministratore ma contribuì personalmente anche sul piano economico a favore di alcuni in situazione di bisogno. Istituì inoltre mense per i poveri, attive specialmente nel periodo invernale, che rimasero in funzione sino alle sue dimissioni. L'impegno nell'amministrazione della città ridusse il tempo dedicato al suo studio professionale che tuttavia continuò l'attività, anche grazie ai suoi collaboratori.

##### Intervento urbanistico

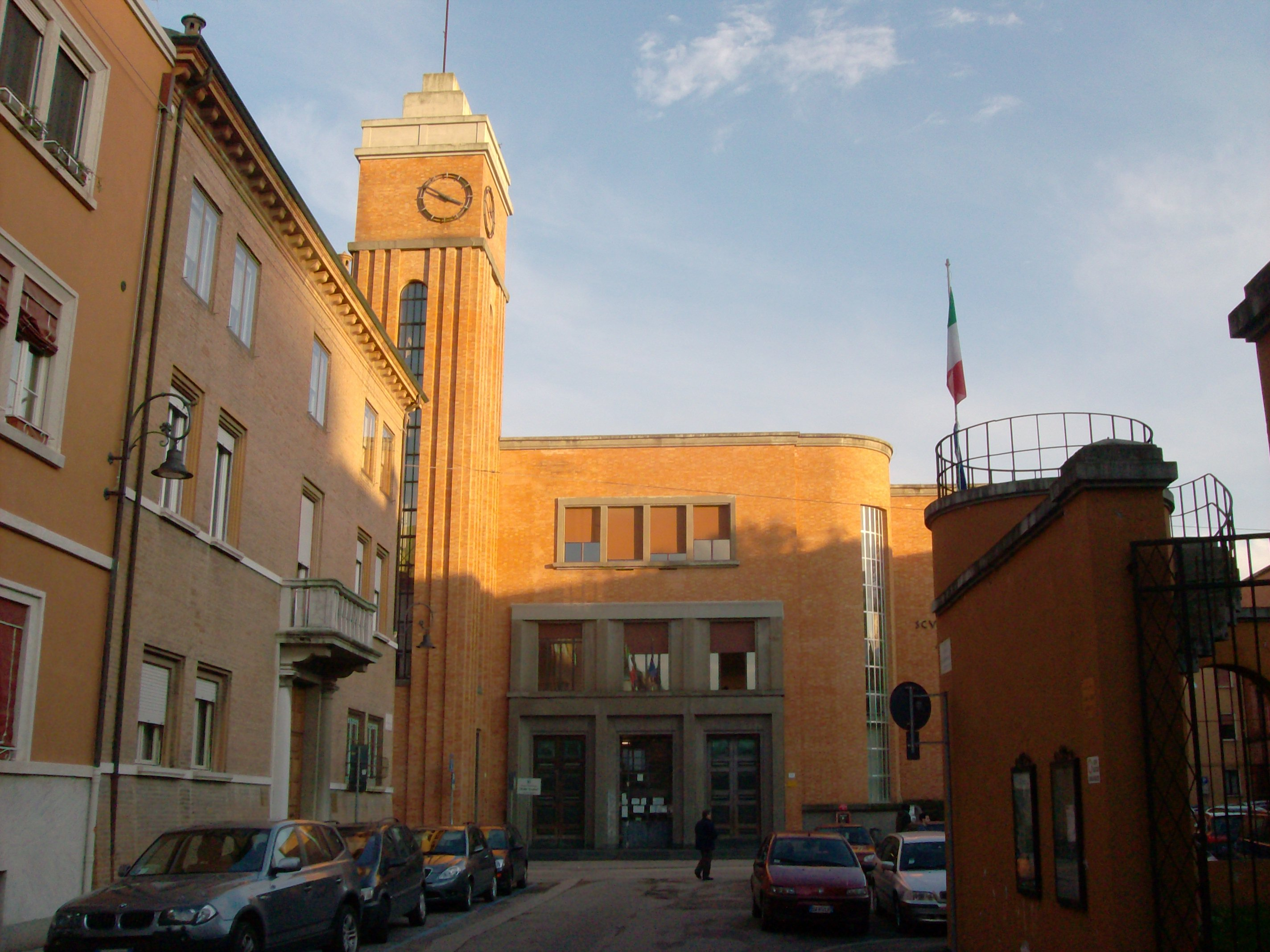
La Scuola elementare Alda Costa, progettata da Carlo Savonuzzi, eretta fra il 1932 e il 1933 sull'area dell'ex ospedale S. Anna, trasferita nel 1927 nella sede in corso della Giovecca (attiva sino al 2012)

Sin da prima del suo incarico alla guida di Ferrara (ancora in veste di assessore) partecipò all'importante opera di rinnovamento urbanistico definita in seguito Addizione Novecentista. L'amministrazione coinvolse, in tempi successivi, vari architetti e ingegneri col compito di ridisegnare il volto cittadino che, nelle nuove costruzioni, seguì quasi sempre i nuovi dettami del razionalismo: Adamo Boari, Angiolo Mazzoni, Virgilio Coltro, Giorgio Gandini, Filippo Galassi, Girolamo Savonuzzi (ingegnere capo del comune) e il fratello Carlo Savonuzzi furono tra i principali artefici di questo rinnovamento.
Si misero in cantiere interventi in molti punti della città, oltre ai già ricordati Castello Estense e Palazzo del Comune. Si sistemarono le reti viaria e fognaria, si estese l'illuminazione pubblica, si costruirono vari edifici scolastici e di abitazione popolare. A questo periodo di intensa attività risalgono: il palazzo delle Poste, l'acquedotto, il mercato ortofrutticolo, la caserma Pastrengo, il palazzo dell'Aeronautica, la Casa del Fascio, il museo di storia naturale, il conservatorio Girolamo Frescobaldi, il complesso Boldini e si realizzò lo spostamento dell'arcispedale cittadino. Tale mole di lavori richiese ingenti finanziamenti che solo in parte attinsero alle spese correnti del Comune. Vennero attivati mutui anche ventennali con istituti di credito pubblico, e parte dei fondi arrivò direttamente dal Governo, sia per preciso intervento di Balbo sia per scelta politica generale a livello nazionale.
Una della motivazioni che spinse alla realizzazione di tante opere, oltre alla principale di intervenire urbanisticamente sulla città, fu certamente il bisogno di dare occupazione al crescente numero di braccianti in cerca di lavoro, anche se questi ultimi rimasero sempre legati economicamente alle attività agricole. Lo stesso Ravenna, del resto, fedele alle indicazioni del partito, nel 1929, fece approvare e confermare varie misure per l'incremento demografico; tra queste un premio di 1 000 lire alle coppie che avessero avuto sei figli in buona salute in dieci anni e di 2 000 lire a quelle che ne avessero avuto dodici in venti anni, anche se tali misure peggiorarono il problema occupazionale. A partire dalla seconda metà degli anni trenta, Ravenna e Balbo pensarono alla creazione di un polo industriale per la città, e questo nell'ulteriore tentativo di trovare uno sbocco occupazionale che neppure le grandi opere di bonifica avevano offerto, malgrado le aspettative.
Carlo Bassi analizzò in seguito quest'opera di rinnovamento urbanistico nei suoi ampliamenti all'opera di Melchiorri, e ne criticò alcuni suoi aspetti. Citando il piano regolatore dell'ingegnere Ciro Contini presentato nel 1911, riguardante la riqualificazione della zona di San Romano, poi definita «sventramento», fa esplicito riferimento al successivo progetto modificato («che dire fantasioso è dire poco») dall'architetto Florestano Di Fausto, chiamato a Ferrara da Balbo, ed evidentemente condiviso dal podestà. In quella zona di Ferrara si realizzò poi, nel secondo dopoguerra, quello che Bruno Zevi definì: «lo stupro di Ferrara». Per Antonella Guarneri (responsabile del museo del Risorgimento e della Resistenza cittadino) lo sviluppo urbanistico attuato dal fascismo ferrarese fu inadeguato al preesistente disegno di Biagio Rossetti dell'Addizione Erculea, con l'edificazione di «monumenti pesanti» e di «quartieri borghesi» poco rispettosi dell'esistente.

##### Cultura per valorizzare la città

Nello Quilici

Un altro degli aspetti che contraddistinse il podestariato di Ravenna (già accennato in precedenza) fu la grande attenzione per la cultura. In quest'azione fu spinto e sostenuto da Italo Balbo e coadiuvato da Nello Quilici, direttore del Corriere Padano. Balbo intendeva, promuovendo questa politica, far dimenticare le violenze squadriste dei primi anni venti e dare alla città un'immagine diversa e più accettabile del partito e della propria figura. Le iniziative culturali furono strumento di propaganda per il regime ma lasciarono un patrimonio durevole a Ferrara, in particolare tre musei: il Museo archeologico nazionale, ospitato nella sede di Palazzo Costabili, che raccolse il materiale proveniente dagli scavi di Spina, il Museo Boldini e il Museo dell'Opera del Duomo. A differenza delle scelte del governo centrale il Comune di Ferrara puntò sulla tradizione locale, sulla rivalutazione della storia estense e su manifestazioni e mostre che ne rinnovassero gli antichi splendori.
Ecco così la ripresa del Palio, a partire dal 1933, e l'importante Mostra per celebrare il IV Centenario ariostesco, sempre nello stesso anno. Da alcune fonti risulta che la mostra fu proposta e decisa dallo stesso Balbo già nel 1931, e nella sua organizzazione vennero coinvolti esperti del settore come il critico d'arte Nino Barbantini e lo storico dell'arte Adolfo Venturi, oltre al responsabile delle Belle Arti Arduino Colasanti. Per pubblicizzare queste iniziative a livello nazionale si fecero molti sforzi, coinvolgendo, per l'occasione, anche l'Istituto Luce. L'esposizione ebbe un successo notevole per l'epoca, con oltre settantamila visitatori, tra i quali i Principi di Piemonte e Vittorio Emanuele III. Spiccò invece, tra gli assenti, Benito Mussolini.
Italo Balbo ottenne da queste iniziative culturali il riconoscimento personale che cercava e Renzo Ravenna materializzò il suo amore per Ferrara, stringendo rapporti spesso di vera amicizia con molti artisti cittadini, come, ad esempio: Arrigo Minerbi, Giovanni Boldini, Filippo de Pisis, Achille Funi, Giuseppe Mentessi e Annibale Zucchini. Seppe instaurare e mantenere cordiali e proficue relazioni anche con la massima autorità religiosa, l'arcivescovo Ruggero Bovelli, e presenziò sempre, in veste ufficiale, a ogni manifestazione legata alle festività cattoliche. Con l'arcivescovo organizzò le celebrazioni per l'ottavo centenario del duomo, fondò l'ente Opera del Duomo e contribuì con impegno alla realizzazione del già ricordato Museo del Duomo. Per quanto riguarda l'Università, che era «libera», Ravenna richiese più volte la sua «regificazione», in modo da farle ottenere maggiori contributi dallo Stato, ma questa venne concessa soltanto nel 1942.

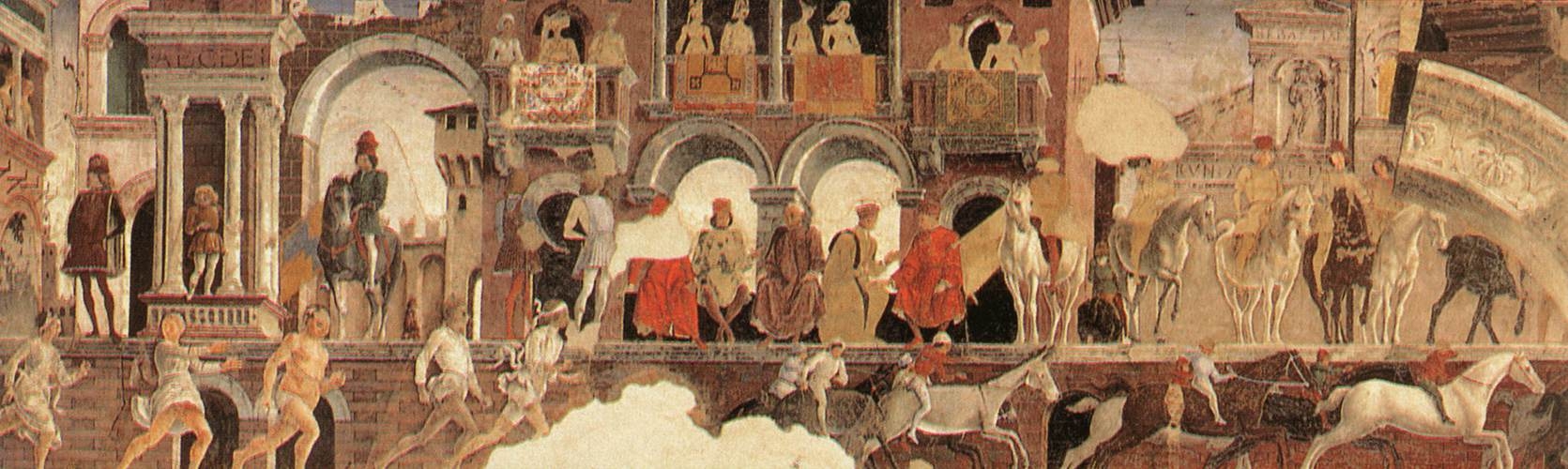
Francesco del Cossa, aprile particolare delle corse del palio, Salone dei Mesi, Palazzo Schifanoia

Doveroso ricordare che parte delle attività culturali di forte impatto e successo per valorizzare la città, quali in particolare il Palio di Ferrara, furono viziate in modo eccessivo dalla propaganda fascista. Per citare due soli esempi: la contrada di San Luca altro non era che il Gruppo rionale fascista "Arturo Breveglieri" mentre la contrada di San Giorgio faceva riferimento al PNF Fascio di Borgo San Giorgio, e infatti, caduto il fascismo, il Palio venne sospeso e poi ripreso solo quasi trenta anni più tardi, nel 1967. Altro aspetto critico in seguito evidenziato fu che, malgrado l'organizzazione di mostre e l'apertura di nuovi musei, durante il periodo fascista a Ferrara l'istruzione elementare e secondaria passò in secondo piano. Si pensò alla borghesia ma non ai ceti più emarginati. Nell'immediato dopoguerra infatti la frequenza scolastica registrata nel ferrarese si rivelò sotto la media nazionale.

#### Essere ebreo
A partire dalla seconda metà degli anni trenta la situazione a Ferrara (e in tutta Italia) cominciò a diventare sempre più difficile per le comunità ebraiche. La permanenza dello stesso Ravenna, in quanto ebreo, nella funzione di podestà, incominciò a essere messa in discussione. In varie occasioni giunsero dal Governo, indirizzate al prefetto Amerigo Festa, a partire dal 1934, sollecitazioni che richiedevano le sue dimissioni (talvolta fondate su accuse antisemite anonime). L'alto funzionario, amico di Ravenna, dopo le necessarie indagini affidate alle forze dell'ordine, mandava a Roma rassicurazioni sulla correttezza e sulla considerazione della quale il podestà godeva in città, ricordando la stima che in lui riponeva anche Italo Balbo. In seguito poi, da Roma, arrivavano le indicazioni di sospendere ogni provvedimento.
Verso la fine del 1935, quando stava per scadere il suo secondo mandato, malgrado nuovi tentativi ministeriali di esautorarlo per la sua religione, il sostegno del prefetto Festa e la lontana protezione di Balbo fecero rinnovare l'incarico e arrivò quindi la riconferma romana. Nella vicenda non vennero provati interventi diretti di Mussolini, anche se era nota la rivalità che contrapponeva il capo del governo e il gerarca originario di Ferrara, in quel momento governatore in Libia. Oggi quindi rimane solo un'ipotesi che nell'attacco a Ravenna di quegli anni fosse nascosto, in realtà, una sfida al potere di Balbo. Contemporaneamente a questi fatti, in provincia di Ferrara, cominciarono a essere esonerati dai ruoli pubblici che ricoprivano molti funzionari, professionisti e insegnanti di fede ebraica

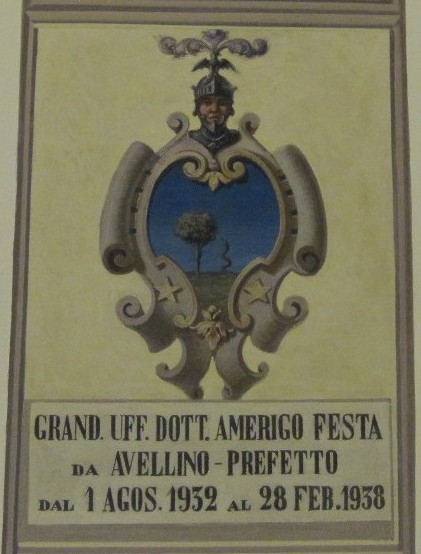
Stemma del prefetto Amerigo Festa nella Sala degli Stemmi del Castello estense, Ferrara

Apparvero sui muri scritte antisemite (che inizialmente vennero cancellate) e a poco a poco il clima mutò, mentre si preparava la promulgazione delle leggi razziali. La protezione di Italo Balbo si estese sino all'inizio del 1938 ma, quando fu evidente che non era più possibile opporsi alle direttive nazionali, lo stesso Ravenna preferì evitare di essere destituito d'autorità, anticipando i tempi solo di qualche mese e diventando, di fatto, una delle prime vittime illustri del nuovo indirizzo del regime. Il prefetto Festa, intanto, a dimostrazione che il clima politico era mutato, era già stato promosso e rimosso, con l'assegnazione a un altro incarico, a Roma.

### Dimissioni e presa di distanza dal fascismo

#### Vicinanza di Italo Balbo
Il 17 marzo 1938 Renzo Ravenna si dimise dalla carica di podestà, e alla cerimonia non volle mancare l'amico di sempre, Italo Balbo. Il Corriere di Ferrara dedicò all'avvenimento due numeri. Su uno, in prima pagina, titolò: «Dopo dodici anni di feconda attività l'avv. Renzo Ravenna lascia la Podesteria»; mentre sull'altro: «Alla presenza delle LL.EE. Balbo e Rossoni S.E. il Prefetto insedia a nuovo Podestà di Ferrara l'on Alberto Verdi in sostituzione dell'avv. Renzo Ravenna». Nei giorni immediatamente successivi, raccontò la moglie Lucia, Balbo si informò dall'amico se, durante gli anni alla guida della città, avesse in qualche modo approfittato della sua posizione per incrementare le finanze personali. Sentendo la risposta negativa di Renzo pare che gli abbia replicato, in modo affettuoso: «Che fesso!»
Alle dimissioni, ufficialmente presentate per motivi di salute (era in effetti stato colpito da un attacco cardiaco, dal quale si era ripreso), seguì una decisione grave e importante. Ravenna, sempre più in disaccordo con un governo nel quale aveva creduto, e deluso dal PNF, del quale era stato un entusiasta sostenitore, amareggiato inoltre per gli attacchi antisemiti sempre più evidenti e quindi umanamente provato, restituì, nel luglio 1938, la tessera e il distintivo del partito.

#### Isolamento sociale e ripresa dell'attività forense
Cominciò in quel momento un lento ma progressivo allontanamento, almeno sul piano pubblico, di tutte le persone che pure gli erano state tanto vicine quando esercitava le funzioni di podestà. Quilici, ad esempio, e l'arcivescovo Bovelli, pur continuando, privatamente, a mandargli auguri e segni di vicinanza, mantennero una posizione pubblica di piena condivisione delle leggi razziali. Solo Balbo, sino al momento della sua morte, manifestò sempre amicizia e vicinanza. Lo ospitò tra l'altro in Libia, dove era governatore, e dove applicava in modo molto permissivo le leggi a difesa della razza. Le disposizioni sempre più stringenti esclusero Ravenna e tutti gli ebrei anche dai principali luoghi di ritrovo di Ferrara, e quando si trattò di circoli, i soci di fede ebraica vennero semplicemente considerati dimissionari.
Quilici pubblicò, nel settembre 1938, un articolo che sicuramente addolorò molto Ravenna, anche se formalmente ancora il rapporto personale tra i due rimase improntato a cortesia e apparentemente non si incrinò. Un altro momento doloroso, che lo toccò profondamente, fu l'allontanamento dall'esercito imposto dal governo, con un congedo di tutti gli ufficiali di razza ebraica, divenuto effettivo dal primo gennaio 1939. Ravenna fu costretto a riconsegnare distintivo dell'esercito, tessera e libretto delle ferrovie. Malgrado questo, nel giugno 1940, dopo l'entrata in guerra dell'Italia, scrisse al Prefetto di Ferrara chiedendo di poter servire ancora il suo Paese, dimostrando di essere sempre fedele alla Patria, anche se fuori dal Partito Fascista.
Importante ricordare che negli stessi giorni anche Silvio Magrini, presidente della comunità israelitica ferrarese, scrisse una lettera alle autorità cittadine confermando (malgrado le discriminazioni razziali che nella lettera sottaceva), il patriottismo e la fedeltà di tutti gli ebrei ferraresi, nell'evidente tentativo di difendere la posizione della comunità ebraica da accuse di scarsa vicinanza al Paese. Dal punto di vista professionale ed economico i primi tempi senza incarichi pubblici gli portarono diversi benefici. Da podestà aveva trascurato il suo studio, e non di rado era intervenuto con mezzi propri per aiutare chi aveva bisogno, mentre ora poteva riprendere a seguire a tempo pieno chi si rivolgeva a lui, quindi le sue finanze migliorarono notevolmente. Il suo studio venne frequentato dalla ricca borghesia ebraica che tentava o di difendere i propri beni, rinunciando a diritti civili e politici, oppure che voleva intraprendere la difficile strada dell'arianizzazione, nei casi di matrimoni misti.

#### Morte di Balbo e distacco definitivo dal fascismo
La morte di Italo Balbo, il 28 giugno 1940, incise profondamente sulle vicende successive di Ravenna e della sua famiglia. Prima di tutto venne a mancare un amico importantissimo, al quale era molto legato. Poi cadde la protezione che il potente gerarca aveva sempre esteso su di lui, e, infine, venne meno anche l'ultimo legame col fascismo. Infatti era stata anche l'ammirazione per Balbo a far abbracciare a Renzo Ravenna, negli anni giovanili, la fede fascista. Al dolore per la perdita dell'amico si aggiunse poi, in quelle giornate, pure quello di non poter prendere parte al rito funebre che si tenne in città in sua memoria. Malgrado lo studio legale proseguisse l'attività, la situazione intanto peggiorava. L'isolamento sociale e le disposizioni razziali imposero nuove rinunce che Ravenna accettò con dignità, senza chiedere aiuti, né per sé né per familiari e parenti. La caduta di Mussolini del luglio 1943 fece sperare in un mutamento favorevole, che però venne presto deluso nei fatti. Tutto precipitò infatti quando arrivò l'armistizio dell'otto settembre, si creò la Repubblica Sociale Italiana e le truppe tedesche occuparono anche Ferrara. In ottobre si verificarono i primi arresti sia di persone ritenute antifasciste sia di alcuni ebrei, tra i quali il rabbino Leone Leoni.
La numerosa famiglia Ravenna iniziò a pensare alla fuga, mentre un nipote di Renzo già veniva arrestato. Una sorella abitava a Roma da tempo e un'altra la raggiunse, con la sua famiglia. Gli avvenimenti poi precipitarono; nella capitale si ebbe un rastrellamento e la sorella Alba venne arrestata, rinchiusa in un carro bestiame sigillato e mandata verso il campo di concentramento di Auschwitz. Il convoglio fece una brevissima sosta a Ferrara e lei riuscì fortunosamente, parlando a un ferroviere dall'interno del vagone, a far avvisare il fratello perché fuggisse. Ravenna, raggiunto dal messaggio, preparò il viaggio verso la Svizzera, rifiutando l'offerta dell'arcivescovo Bovelli a trovargli salvezza in Vaticano ma accettando un aiuto economico dalla vedova dell'amico Balbo per il costoso espatrio in terra elvetica. Rosetta Loy racconta in parte la vicenda di Alba Levi Ravenna, sorella di Renzo, nel suo La parola ebreo. Di tutta la numerosa famiglia dell'ex podestà deportata ad Auschwitz solo il nipote Eugenio (Gegio), il primo a essere arrestato, sopravvisse e riuscì a tornare in Italia.

### Esilio in Svizzera
La famiglia Ravenna (Renzo, Lucia e i tre figli), arrivò il 20 novembre a un controllo doganale elvetico vicino a Lugano. Sulle prime rischiò di essere rispedita in Italia e solo un caso permise l'intervento in loro favore di un diplomatico ferrarese loro amico, presente nell'ambasciata di Berna. All'inizio dovettero affrontare difficoltà di varia natura, come la separazione dei membri della famiglia, i problemi economici e anche quelli legati alla sistemazione in un alloggio adatto. Dopo il trasferimento a Losanna, Ravenna si inserì nel gruppo dei fuorusciti italiani. Qui venne in contatto con Luigi Zappelli, un imprenditore edile di ispirazione socialista che sosteneva i connazionali e che, a un certo momento, fornì alla sua famiglia anche un alloggio gratuito, aiutandola così economicamente. Durante il suo soggiorno a Losanna strinse o rinsaldò rapporti con molti esuli, come Luigi Preti, Vittorio Cini e Giuseppe Volpi, ex ministro delle finanze. Collaborò con Raffaele Cantoni e Angelo Donati, personalità di spicco del mondo ebraico in Italia, e tentò in vari modi di avere notizie dei suoi familiari arrestati e deportati. Nel 1944 fece nascere, assieme ad altri, un Comitato di soccorso per deportati italiani politici e razziali, e mise al servizio di questa iniziativa la sua capacità di tessere rapporti umani e le sue doti organizzative. Con la fine delle ostilità passarono ancora vari mesi prima che la famiglia di Renzo Ravenna potesse rientrare in Italia, e il primo a farlo, ormai nell'estate 1945, fu il figlio Paolo.

### Rientro a Ferrara
Come ricordato il ritorno non fu facile. Prima di tutto non fu possibile attraversare subito il confine poiché questo venne chiuso dalle autorità elvetiche immediatamente dopo il 25 aprile. Inoltre vari motivi legati alle prime fasi post belliche resero poco opportuno per Ravenna rivedere Ferrara. Il clima politico non era favorevole, e in molti gli scrissero di tale situazione. Ad esempio Aristide Foà, suo cugino e nominato viceprefetto di Parma dal CLN, il figlio Paolo, nel frattempo rientrato, e l'amico Giuseppe Bignozzi. Furono giorni nei quali Ravenna fu costretto a riflettere sul senso del suo fascismo, e scrivendo a Mario Cavallari, socialista, nominato da poco presidente del Comitato di Liberazione cittadino, suo vecchio amico, sintetizzò con «amore quasi morboso per la mia città» e «devozione quasi affettuosa per un Uomo sulla cui vita e sulla cui morte solo la storia potrà pronunciarsi» gli aspetti essenziali della vicenda nella sua percezione.

### Giudicato per il suo passato
Ravenna, tornato a Ferrara, venne sottoposto a giudizio in merito a due provvedimenti di epurazione. Il primo, il decreto legislativo luogotenenziale 31 maggio 1945, n. 364, riguardava la confisca dei beni legati a profitti di regime e il secondo, legato al decreto legislativo luogotenenziale n. 702 del 9 novembre 1945, per l'eventuale cancellazione dall'ordine degli avvocati. Entrambi i procedimenti, per certi versi dovuti, si risolsero a favore dell'ex podestà e avvocato Ravenna. Il procedimento legato al sequestro dei beni, già cautelativamente bloccati dal tribunale, si risolse abbastanza velocemente, anche in considerazione del fatto che il suo patrimonio in quel momento era decisamente molto scarso, e poiché, esaminando la sua attività pubblica, non era stato riscontrato alcun episodio di abuso o comportamento atto a trarre vantaggi personali. Il giudizio di epurazione dall'ordine riguardò poi anche altri professionisti, tra i quali Alberto Verdi, suo successore nella carica di podestà. Nel suo caso specifico si dispose che poiché «non era stato commesso alcun atto di faziosità o di malcostume», non si procedeva a nessun provvedimento di epurazione. Il presidente dell'ordine degli avvocati Cavallari tuttavia implicitamente commentò che per talune personalità che avevano ricoperto importanti cariche per tanto tempo durante gli anni del regime sarebbe stata opportuna una misura sanzionatoria, seppure di minore gravità di quella prevista dalla legge.

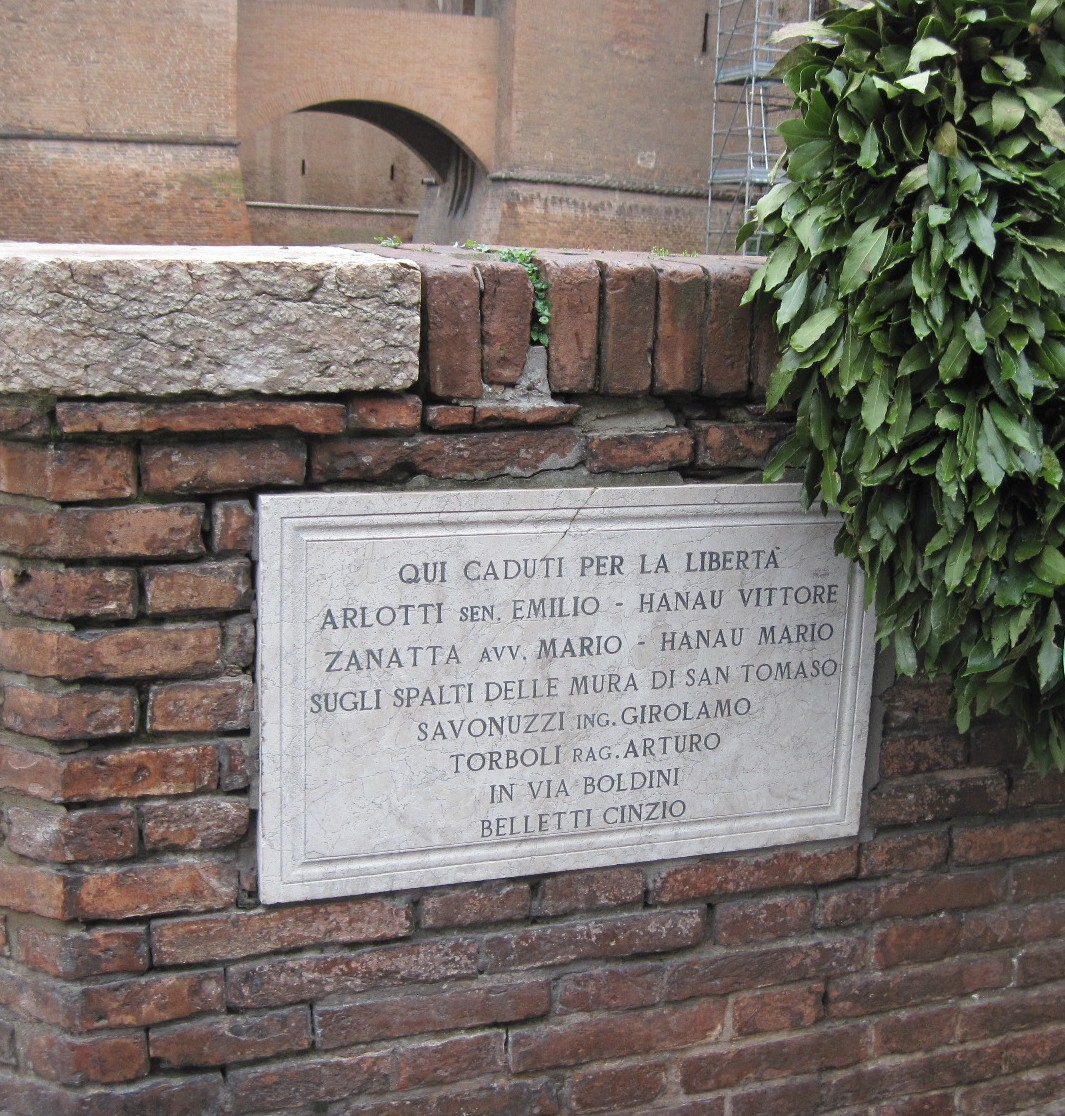
Ferrara, Castello Estense, muretto del fossato. Lapide caduti per la libertà in corso Martiri della Libertà.

Michele Tortora, sindaco di Ferrara dal 1945 al 1946, attaccò duramente le amministrazioni precedenti (quindi anche quella di Ravenna, durata dodici anni), sostenendo, in una sua relazione al Consiglio comunale, che gli effetti del malgoverno fascista erano stati deleteri. Sentendosi direttamente chiamato in causa Ravenna indirizzò a Tortora una lettera nella quale rivendicava la quantità di opere pubbliche realizzate durante il suo podestariato e il costante miglioramento della situazione rispetto ai periodi precedenti, testimoniato dai cittadini che vissero quei momenti. Approfittò anche della circostanza per rendere omaggio ai suoi collaboratori, primi tra tutti Girolamo (Mimmo) Savonuzzi e Arturo Torboli, uccisi poi dai fascisti nel 1943. Alla lettera fece seguito una visita privata del sindaco nell'abitazione di Ravenna, che chiuse in modo ufficioso la questione con un riconoscimento implicito dell'operato dell'ex podestà. In nessun'altra occasione la gestione della cosa pubblica realizzata da Ravenna venne poi messa sotto accusa.

### Ultimi anni
Nel lento ritorno alla quotidianità, a Ferrara, mantenne rapporti con l'avvocato Alberto Verdi, che gli era succeduto nella podesteria, con Luigi Zappelli, conosciuto in Svizzera, con la vedova di Italo Balbo, con la famiglia di Nello Quilici, con Amerigo Festa, il prefetto che lo aveva difeso, e al quale scriveva spesso. Riallacciò i legami con quanti aveva conosciuto e con i quali aveva lavorato, anche se di diversa appartenenza politica, e continuò a esercitare la sua professione di avvocato ma rifiutò di assumere ruoli pubblici o politici. Ebbe un attacco cardiaco (il secondo, dopo quello già accusato nel 1936) che lo costrinse a ridurre l'attività, ma mai ad abbandonarla. Intanto il figlio Paolo, pure lui avvocato, iniziò a lavorare nel suo studio.
Si ritenne sempre una vittima e non il complice di una dittatura, e negli ultimi anni iniziò a pensare di rivalutare la memoria dell'amico Balbo, dimenticandone le oggettive responsabilità. Pensò di scrivere un libro sul gerarca ferrarese, ritenendo fosse necessario un approfondimento sulla sua figura, a suo parere dimenticata troppo velocemente dopo la sua morte. Per tale scopo valutò la possibilità di coinvolgere uno storico a quei tempi poco più che trentenne, Renzo De Felice, e successivamente venne in contatto con Meir Michaelis, studioso israeliano che lo cercò perché stava lavorando alla ricostruzione di quel periodo storico.

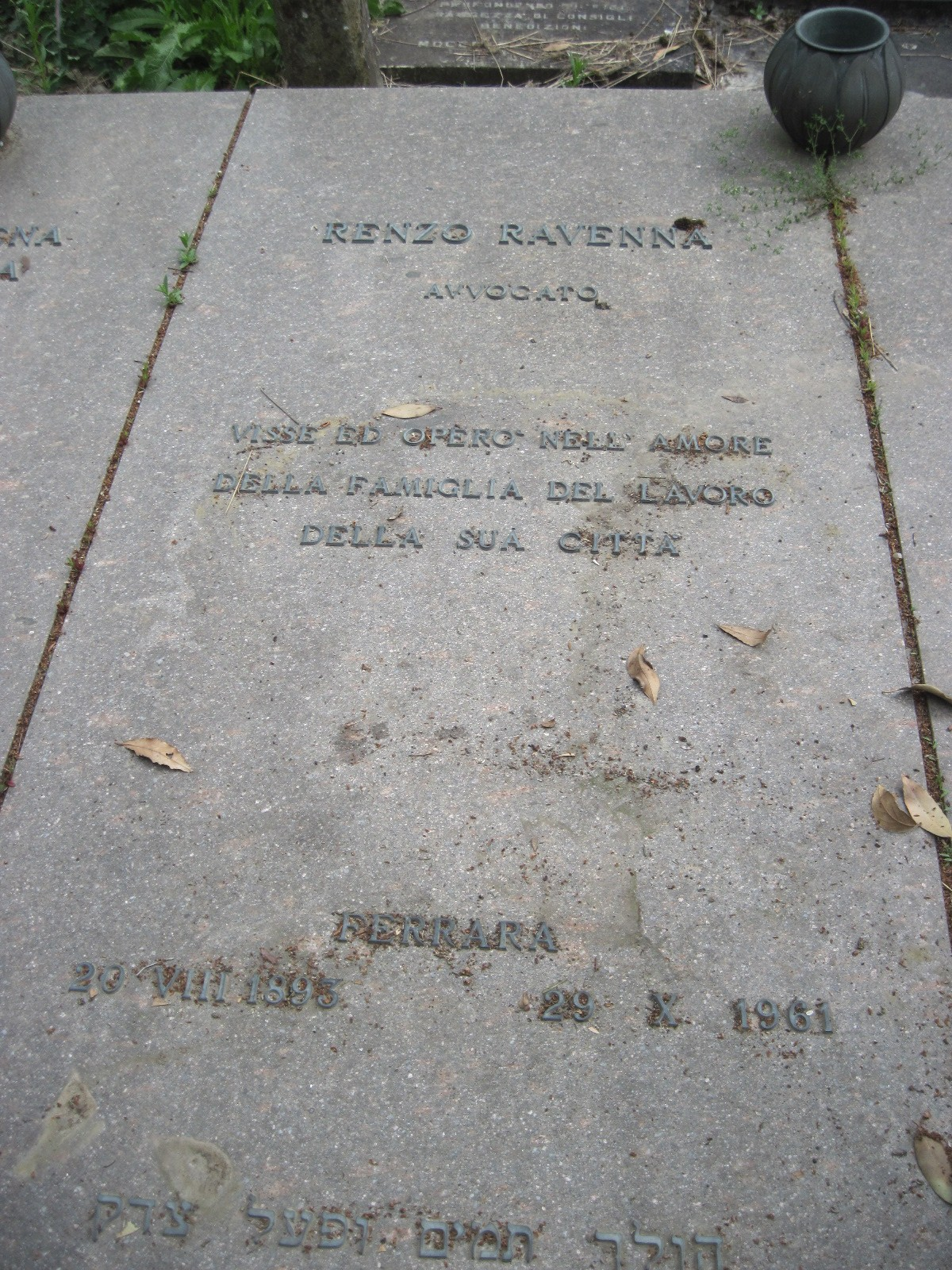
Tomba del podestà Renzo Ravenna nel Cimitero ebraico

Con Michaelis ebbe uno scambio di lettere, rimaste nella documentazione del suo archivio personale, nelle quali difese l'amico descrivendolo come contrario alle leggi razziali, vicino a molti ebrei, sempre pronto a difenderlo e uomo coraggioso, capace di accettare il suo ruolo di grande responsabilità come governatore della Libia. Nel 1957 Salvatore Aurigemma, fondatore e direttore del Museo archeologico nazionale di Ferrara e direttore degli scavi di Spina dal 1924 al 1939, ricevette dal Comune di Ferrara una medaglia in riconoscimento del lavoro svolto, e in quell'occasione l'archeologo ricordò il sostegno determinante avuto nella sua azione da Italo Balbo e Renzo Ravenna. Verso la fine iniziò a ricevere riconoscimenti ma la sua personalità continuò a essere discussa, e in occasione del suo funerale il Comune di Ferrara non inviò né una sua rappresentanza ufficiale né il gonfalone municipale. Dal 1961 Renzo Ravenna riposa nel Cimitero ebraico di via delle Vigne.

## Riconoscimenti postumi
Nel dicembre 1961, quando era ormai scomparso, la stampa ferrarese volle premiare l'impegno dell'ex podestà a favore della cultura cittadina. Fu il figlio Paolo a ritirare il riconoscimento. Nel Consiglio comunale di Ferrara l'amico Antonio Boari, eletto come esponente della Democrazia Cristiana, circa un mese dopo la sua morte, lo ricordò come uomo capace di «grande equilibrio e serenità», animato da «amore per la sua città», asserendo che «Renzo Ravenna concepì la Ferrara moderna». Alberto Cavaglion, nella sua postfazione al testo della Pavan Il podestà ebreo, analizza la figura complessa di Ravenna, definendolo «un personaggio di spicco della storia ferrarese», «un unicum per la simpatia che suscita il personaggio-uomo», e «Un originale stile di amministratore della cosa pubblica, ciò che gli consentì di porre le basi... della Ferrara moderna», ricorda che in lui «la passione politica non sia mai stata tale da far passare in secondo piano l'amore per la sua città o il valore dell'amicizia», nota «il suo forte senso della famiglia», e fa sospettare in lui «una qualche forma di ingenuità» nella sua fede fascista.

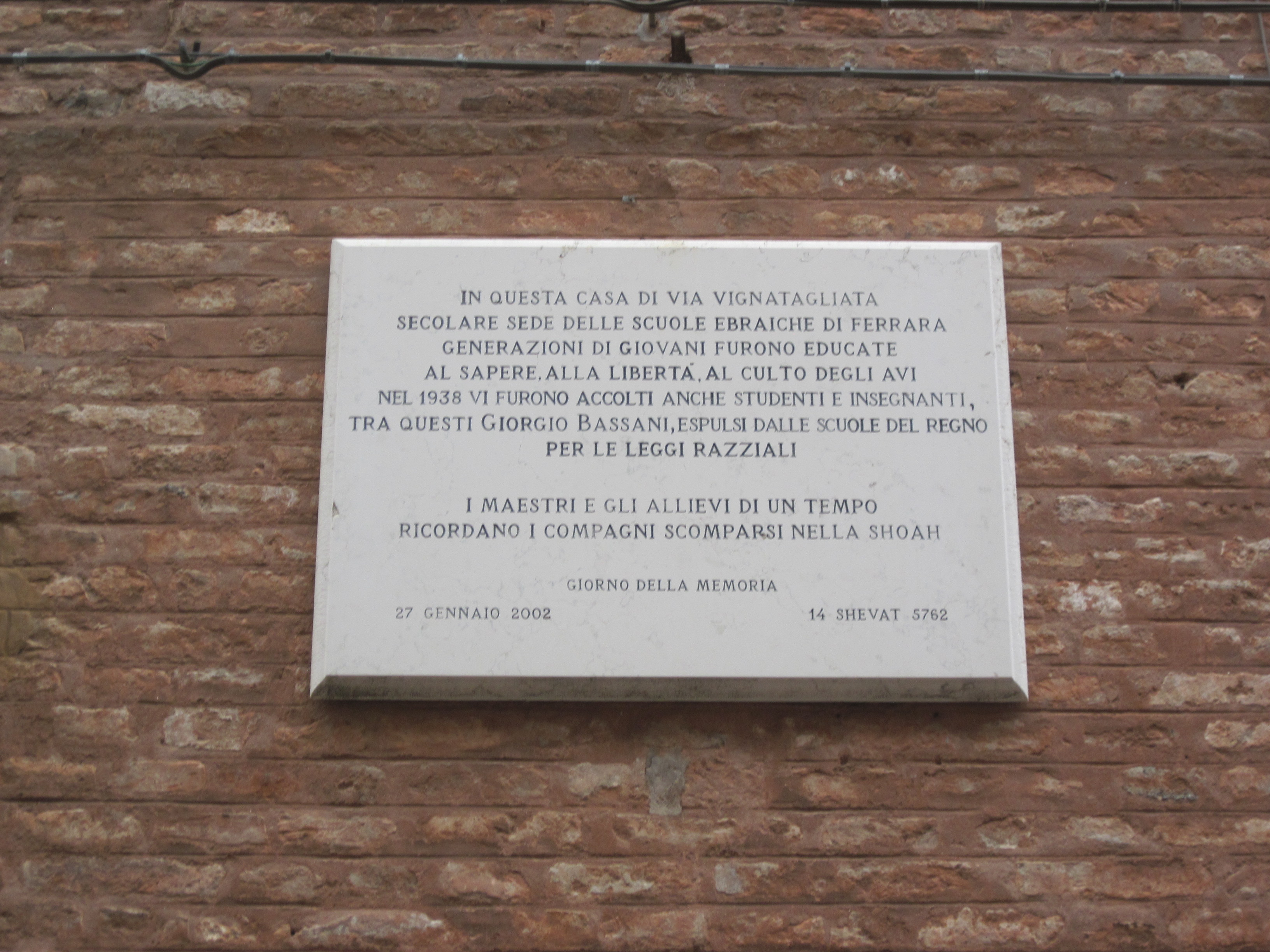
Ferrara, Via Vignatagliata, lapide scuola ebraica

## Renzo Ravenna e Giorgio Bassani

Paolo Ravenna, Giorgio Bassani, Roseda Tumiati e Bruno Zevi a Roma nel 1987

Giorgio Bassani fu sempre molto critico nei confronti della borghesia ebraica ferrarese e in genere dei suoi concittadini per il loro comportamento durante il ventennio fascista. Nel racconto Una lapide in via Mazzini (contenuto in Cinque storie ferraresi) parlò chiaramente del podestà Ravenna, pur mutandone il nome, descrivendolo come «quel vecchio fascista dell'avvocato Geremia ... talmente benemerito dal Regime, quello là, da riuscire per almeno due anni, dopo il 1938, a continuare a frequentare di tanto in tanto anche il Circolo dei Negozianti».
Si deve aggiungere che Bassani appartenne a una generazione successiva a quella di Renzo Ravenna, più vicina a quella di suo figlio Paolo al quale fu legato a lungo, ad esempio nella tutela dei beni ambientali e culturali. Lo scrittore nel suo racconto enfatizzò alcuni aspetti della figura immaginaria del Tabet che non appartenevano alla persona reale e che lo stesso podestà fu colpito, come lo scrittore, dalle leggi razziali, quando anche i suoi figli furono costretti ad abbandonare la scuola pubblica, a partire dall'anno scolastico 1938-1939, per iscriversi alla scuola ebraica di via Vignatagliata, nel ghetto, la stessa dove Bassani, appena laureato, insegnò. In un volume edito nel 2014 che raccoglie vari lavori di Bassani, curato da Piero Pieri, viene ribadito molto bene il punto di vista dello scrittore sulla borghesia ebraica ferrarese, e in particolare su Renzo Ravenna. Quest'ultimo tuttavia nel testo non viene nominato esplicitamente, ma solo indicato come podestà a lungo in carica nella città.

## Rapporti con ebrei e cattolici
Per tutta la durata del suo podestariato ebbe rapporti ufficiali molto limitati con la comunità ebraica cittadina, e addirittura sospese il contributo che l'amministrazione concedeva annualmente al cimitero ebraico. La sua fu una condivisione culturale di valori, una fede personale, un rispetto delle tradizioni e dei momenti comunitari ma poco di più. Ebbe cioè un approccio laico e non un'adesione ortodossa alla religione. Indicativo e curioso che, anche se una sola volta all'anno, sulla tavola della famiglia Ravenna facesse la sua comparsa un piatto tipico della cucina ferrarese, la salama da sugo. Mantenne legami di stima e di vera amicizia reciproca per lunghi anni con l'arcivescovo Bovelli, sino al suo rientro definitivo a Ferrara, con scambi di auguri in occasione delle festività testimoniati da lettere che sono arrivate sino a noi. Gli attacchi che subì a causa della sua religione, a partire dal 1934, furono pretestuosi. Infatti rispettò sempre le gerarchie cattoliche e collaborò con esse, come già ricordato, spinto prima di tutto dall'amore per la sua città.